# 托克逊战役
托克逊战役是1933年7月发生的一次战役。和加尼牙孜领导维吾尔族人反抗盛世才统治。和加尼牙孜穿过达坂城区占领托克逊县，与回族军官马世明领导的部队交火，被击败。